# ناينتولوغي بيرل ميني (موبايل)
ناينتولوغي بيرل ميني (بالإنجليزية: Ninetology Pearl Mini)‏ هو هاتف ذكي ضمن سلسلة لمس يعمل بنظام أندرويد، تم طرحه في الأسواق في أبريل 2013.

## الخصائص
- نظام التشغيل: أندرويد
- الكاميرا الخلفية: 2 ميجابكسل
- الشاشة: 321× 480
- الوزن: 108 غرام
- المعالج: 1.0 جيجا هرتز
- الذاكرة: 512 ميجابايت